# Puchýřka útlá
Puchýřka útlá (Coleanthus subtilis) je tráva z monotypického rodu Coleanthus. Jedná se o drobnou jednoletou bylinu. Je trsnatá, poléhavá. Stébla dorůstají výšek zpravidla 2–10 cm. Čepele listů jsou většinou ploché nebo skládané, asi 1 mm široké, na vnější straně listu se při bázi čepele nachází jazýček, 1–1,5 mm dlouhý. Pochvy listů jsou silně nafouklé, horní pochva kryje v době květu i část květenství. Květy jsou v kláscích, které tvoří latu, která je složená z oddálených svazečků klásků. Klásky nejsou zboku smáčklé, jednokvěté. Plevy jsou velmi zakrnělé. Pluchy jsou osinaté, osina není kolénkatá. Plušky jsou dvoukýlné. Plodem je obilka, která je svraskalá. Jediný druh puchýřka útlá roste mírném pásu severní polokole.

## Výskyt v Česku
Puchýřka útlá roste především na obnažených dnech rybníků. Nejčastěji ji můžeme vidět na Třeboňsku, a ve Žďárských vrších vzácně i ve středních nebo jihovýchodních či jihozápadních Čechách, jinde chybí nebo může být jen velmi vzácně zavlečena. Celkově je to vzácný, silně ohrožený druh (C2). Je to také druh chráněný v celé Evropské unii v rámci projektu Natura 2000.

## Celkové rozšíření
Ve střední Evropě v České republice a v Rakousku, dále ve Francii. V Asii v Poamuří a na Sibiři, také v Severní Americe.